# Station Dalanówek
Station Dalanówek is een spoorwegstation in de Poolse plaats Dalanówko.
0: Nasielsk ·
13: Cieksyn ·
15: Wkra ·
22: Dalanówek ·
30: Płońsk ·
36: Arcelin ·
41: Baboszewo ·
48: Kaczorowo ·
58: Raciąż ·
65: Koziebrody ·
72: Zawidz Kościelny ·
74: Zawidz ·
81: Mieszaki ·
88: Sierpc ·
93: Podwierzbie ·
99: Koziołek ·
104: Czermno ·
110: Skępe ·
115: Karnkowo ·
121: Lipno ·
127: Konotopie ·
133: Ograszka ·
139: Czernikowo ·
145: Obrowo ·
150: Dobrzejewice ·
157: Lubicz ·
161: Grębocin ·
163: Toruń Elana ·
165: Toruń Wschodni